# 阿龙山镇
阿龙山镇，是中华人民共和国内蒙古自治区呼伦贝尔市根河市下辖的一个乡镇级行政单位，位于敖科里堆山（或奥克里堆山，鄂伦春语Aokelitui意为“在红角鸮处的山”，相传使鹿部話的本意为“雪石岩峰”）西南部。

## 行政区划
阿龙山镇下辖以下地区：
镇西社区、镇北社区和镇东社区。